# Doctrina Kirkpatrick
Doctrina Kirkpatrick a fost doctrina propusă de ambasadorul Statelor Unite la Națiunile Unite⁠(d) Jeane Kirkpatrick la începutul anilor 1980. Aceasta a fost formulată pornind de propriul său eseu din 1979 intitulat „Dictatura și dublele standarde”. Doctrina a fost utilizată cu scopul de a justifica decizia Statelor Unite de a sprijini financiar dictaturile anticomuniste din lumea a treia pe parcursul Războiului Rece.

## Doctrina
Kirkpatrick a susținut că statele din blocul sovietic și alte state comuniste erau regimuri totalitare în timp ce dictaturile pro-occidentale erau doar „autoritare”. Conform acesteia, regimurile totalitare erau mai stabile și mai perpetuare⁠(d) decât regimurile autoritare și, prin urmare, aveau o mai mare predilecție în a influența statele vecine.
Doctrina Kirkpatrick a fost deosebit de influentă în timpul administrației președintelui Ronald Reagan. Administrația Reagan a sprijinit numeroase dictaturi anticomuniste precum cele din Guatemala (până în 1985), Filipine (până în 1986) și Argentina (până în 1983), respectiv a înarmat mujahedinii în timpul războiului din Afganistan, UNITA în timpul războiului civil din Angola și gherilele Contras⁠(d) în timpul revoluției din Nicaragua⁠(d). Aceste acțiuni aveau scopul de a răsturna guverne sau distruge mișcări revoluționare în acele țări a căror poziție geopolitică intră în conflict cu obiectivele Statelor Unite.
Principiul lui Kirkpatrick conform căruia regimurile totalitare sunt mai stabile decât cele autoritare a fost criticat după destrămarea Uniunii Sovietice în 1991, în special din cauza declarației sale că sistemul sovietic va persista multe decenii.
Conform acesteia, regimurile autoritare încearcă doar să controleze și/sau să pedepsească comportamentele propriilor subiecți în timp ce regimurile totalitare au depășit această etapă și încearcă să controleze mintea subiecților săi, nu doar prin propagandă, ci și prin spălarea creierului, reeducare, spionaj domestic și represiune politică în masă. De asemenea, regimurile totalitare încearcă adesea să submineze sau să distrugă instituțiile comunitare - e.g. instituțiile religioase sau chiar familia nucleară⁠(d) - în timp ce regimurile autoritare tinde să le ignore. Din acest motiv, Kirkpatrick susține că procesul de restabilire a democrației este mai simplu în fostele state autoritare decât în fostele state totalitare, iar spre deosebire de acestea din urmă, sistemele autoritare erau susceptibile de o treptată democratizare.

### Critici
Ted Galen Carpenter din cadrul Institutului Cato⁠(d) a contestat doctrina, menționând că mișcările comuniste tind să îndepărteze de la putere rivalii autoritari. În schimb, în cazul regimurilor autoritare clasice sprijinite de Statele Unite, regimurile democratice au fost cele îndepărtate. Prin urmare, acesta ajunge la concluzia că în timp ce regimurile comuniste erau mai dificil de eliminat, regimurile autocrate „reprezintă o amenințare mai letală la adresa democrațiilor funcționale”.